# 750 Oskar
750 Oskar este un asteroid din centura principală, descoperit pe 28 aprilie 1913, de Johann Palisa.